# Aristagoras
Aristagoras (Grieks: Αρισταγόρας ο Μιλήσιος) was tiran van Milete in de eerste jaren van de 5e eeuw v.Chr.
Hij volgde zijn schoonvader Histiaeus op toen deze naar het Perzische hof was geroepen. Op aanstoken van zijn schoonvader en mede uit vrees voor zijn eigen veiligheid, organiseerde hij rond 500 v.Chr. de Ionische Opstand, die uiteindelijk zou leiden tot de Perzische Oorlogen.
Toen de opstand een ongunstige wending nam, vluchtte Aristagoras naar Thracië waar hij sneuvelde.
Aristagoras is ook de naam van een Perzisch tiran van Cyme in Ionië. Deze laatste werd trouwens door bovengenoemde Aristagoras verslagen tijdens de Ionische opstand.
- Gemeinsame Normdatei: 1280402660
- International Standard Name Identifier: 0000 0004 0974 3812
- Nationale Bibliotheek van Polen: a0000002206647
- Virtual International Authority File: 303773598